# Xã North St. Francis, Quận Clay, Arkansas
Xã North St. Francis (tiếng Anh: North St. Francis Township) là một xã thuộc quận Clay, tiểu bang Arkansas, Hoa Kỳ. Năm 2010, dân số của xã này là 2.628 người.